# Anne Fine
Pour les articles homonymes, voir Fine.
 (avril 2024).
Anne Fine  est une autrice britannique, principalement spécialisée dans la littérature jeunesse, née le 7 décembre 1947 à Leicester, en Angleterre.

## Biographie
Anne Fine grandit avec ses quatre sœurs (dont des triplées) entre Londres et Birmingham.
Anne Fine fait ses études dans des écoles de filles. Elle étudie le français, l'espagnol ainsi que l'histoire, délaissant un moment la langue anglaise. 
Anne et son ex-mari Kit Fine, philosophe, ont en 1971 leur première fille, Lone, puis en 1975 leur deuxième fille, Cordelia Fine. Elle fait des études de sciences politiques aux États-Unis.
Anne a publié de nombreux romans, destinés aussi bien aux adultes qu'aux enfants.
Elle obtient de nombreux prix de littérature.

## Œuvre littéraire
Anne Fine écrit pour les enfants et les adolescents.  Elle publie en 1980 La Nouvelle Robe de Bill, roman dans lequel elle traite du sexisme à l'école primaire.
La série Le Chat assassin débute en 1996. Neuf romans de la série sont publiés jusqu'au début des années 2020.
Dans Blood Family, roman pour adolescent, elle raconte l'histoire d'un enfant séquestré qui vit de foyer en foyer. Pour cette histoire, Anne Fine s'inspire de la Children Act 1989, loi britannique de 1989 qui permettait l'adoption d'un enfant dès que les services sociaux soupçonnaient une maltraitance ou une défaillance parentale. Cette loi aurait été abandonnée en 2013, alors qu’elle est toujours en vigueur.
Ses ouvrages sont traduits en plusieurs langues, dont  Madame Doubtfire, publié en français en 1987 sous le titre Quand papa était femme de ménage.

## Ouvrages et traductions en français
- Série Le Chat assassin  , illustrations de Véronique Deiss.

1. Journal d'un Chat assassin, 1996
2. Le Chat assassin, le retour
3. La vengeance du Chat assassin
4. L'anniversaire du Chat assassin
5. Le Noël du Chat assassin
6. Le Chat assassin s'en va
7. Le Chat assassin tombe amoureux
8. Le fantôme du Chat assassin
9. Le Chat assassin déploie ses ailes

- Blood Family, École des loisirs, 2017

Participation
- Collectif, La Première fois (trad. de Losing it par Emmanuelle Casse-Castric et Laetitia Devaux ), Scripto, Gallimard, 2011  (ISBN 9782070696864) [présentation en ligne] Faire l'amour la première fois, par huit auteurs jeunesse : Melvin Burgess, Anne Fine, Keith Gray, Mary Hooper, Sophie McKenzie, Patrick Ness, Ball Rai et Jenny Valentine.

Bande dessinée
- Journal d'un chat assassin (d'après le roman éponyme), adaptation, dessin et couleurs de Véronique Deiss, 45 p., Rue de Sèvres, 2014 (DL 10/2014)  (ISBN 978-2-369-81039-1)
- Le Chat assassin, dessin et couleurs de Véronique Deiss, Rue de Sèvres

1. Le Retour du chat assassin, 48 p., Format comics, 2015 (DL 10/2015)  (ISBN 978-2-369-81218-0)
2. La Vengeance du chat assassin, Format comics, 2017 (DL 02/2017)  (ISBN 978-2-369-81387-3)

## Prix et distinctions

### Prix
- Prix Sorcières 2015, cat. romans adolescents
  - Le Passage du diable (trad. de The devil walks)
- Fellow of the Royal Society of Literature (2003)
  - Children's Laureate 2001-2003
- OBE
  - in the 2003 Queen's Birthday Honours list
- Boston Globe Horn Book Award (USA - 2003)
  - for Stories of Jamie and Angus
- Prix Bernard Versele 2000 (Belgique)
  - for Louis le bavard (Loudmouth Louis)
- Prix Bernard Versele (Belgium) and Prix Sorcières 1999 (France)
  - for Journal d'un chat assassin (Diary of a Killer Cat)
- UK nominee for the Hans Christian Andersen Author Award (1988)
- Winner of the Whitbread Children's Book Award, 1996
  - for The Tulip Touch
- Nasen Special Educational Needs Book Award 1996
  - for How to Write Really Badly
- Carnegie Medal 1993 and Whitbread Children's Novel Award 1993
  - for Flour Babies
- Twice British Book Awards Children's Author of the Year
  - in 1990 and 1993
- Carnegie Medal 1990 and Guardian Fiction Award 1990
  - for Goggle Eyes

### Récompenses par ouvrage
- Le Passage du diable (trad. de The devil walks)
  - Prix Sorcières 2015, cat. romans adolescents
- Ivan the Terrible
  - Silver medal in the 2007 Nestlé Children's Book awards
- The Road of Bones
  - Shortlisted, Carnegie Medal, 2007
- Up on Cloud Nine
  - Highly commended, Carnegie Medal, 2002
  - American Library Association Notable Book Editor's Choice (USA - 2003)
- Stories of Jamie and Angus
  - Boston Globe Horn Book Award (USA - 2003)
  - A Cooperative Children's Book Center Choice (USA)
- Bad Dreams
  - Shortlisted for WH Smith Book Awards 2001
- Loudmouth Louis (trad. : Louis le bavard)
  - Prix Bernard Versele 2000 (Belgique)
- Charm School
  - Shortlisted for Sheffield Children's Book Award 2000
- The Tulip Touch
  - Winner of the Whitbread Children's Book Award, 1996
  - Highly Commended, Carnegie Medal, 1997
  - Shortlisted for the Sheffield Children's Book Award, 1997
  - Runner up for the Lancs Library Children's Book of the Year
  - Wirral Paperback of the Year, 1998
- How to Write Really Badly
  - Shortlisted for the Sheffield Children's Book Award 1997
  - Shortlisted for the Stockport Schools Book Award
- Step by Wicked Step
  - Nasen Special Educational Needs Book Award 1996
  - Shortlisted for Sheffield Children's Book Award, 1996
  - Shortlisted for Lancashire Children's Book Award, 1996.
- Diary of a Killer Cat (trad. : Journal d'un chat assassin)
  - Winner of the Nottinghamshire Libraries Award, 1995
  - Boston Globe/Horn Book Award Honour Book 1994
  - School Library Journal Best Book of 1994
  - American Library Association Notable Children's Book
  - Prix Bernard Versele 1998 (Belgium)
  - Prix Sorcières 1998 (France)
- Flour Babies
  - Carnegie Medal 1993
  - Winner of Whitbread Children's Novel Award 1993
  - Highly Commended Sheffield Children's Book Award 1993
  - Shortlisted for WH Smith Mind-Boggling Book Award 1993
  - Birmingham TSB Children's Book Award, 1995
- The Angel of Nitshill Road
  - Shortlisted for Carnegie Medal 1993
  - Shortlisted for Federation of Children's Book Groups Award 1993
  - Taking the Devil's Advice
  - Shortlisted for Glasgow Herald People's Prize 1991
  - Shortlisted for Grand Prix des Lectrices d'Elle 1993
- A Pack of Liars
  - Winner of Dillons/Puffin Birmingham Book Award 1991
- My War With Goggle-Eyes (USA)
  - American Library Association Notable Book
  - International Reading Association Young Adult Choice for 1991
  - School Library Journal Best Book of the Year
- Goggle-Eyes
  - Carnegie Medal 1990
  - Winner of Guardian Children's Fiction Award 1990
  - Shortlisted for Smarties Award (9 - 11 section) 1990
  - Shortlisted for German Youth Literature Prize 1993
- Bill's New Frock
  - Winner of the Smarties Award (6 - 8 section) 1990
  - Highly Commended, Carnegie Medal 1990
  - Winner of the Nottinghamshire Libraries Award 1990
- Madame Doubtfire
  - Shortlisted for Observer Teenage Fiction Prize 1987
  - Shortlisted for Whitbread Children's Novel Award 1987
  - Runner-up for Guardian Children's Fiction Award 1987
- The Killjoy
  - Scottish Arts Council Book Award 1986
  - Recommended, David Higham Prize for Fiction 1986
- The Granny Project
  - Shortlisted for Guardian Children's Fiction Award 1984
- The Summer House Loon
  - Runner-up Kestrel/Guardian Competition 1975

### Distinctions honorifiques
- Degree of Doctor of Letters
- The University of Teesside, 23 novembre 2007
- Degree of Doctor of Letters honoris causa
- The University of Warwick, 12 juillet 2008
- Doctor of the University
- The University of Central England in Birmingham, 7 février 2003
- Award Winning Books